# 京王アミューズメントパスポート
京王アミューズメントパスポート（けいおう - ）は、京王電鉄が発売しているきっぷである。

## 概要
京王電鉄線全線一日乗車券と京王沿線の遊園地のフリーパス・パスポートが一緒になった券である。有効期間は発売日当日限り。大手私鉄としてはパスモ導入後も長年、京王グループの採算面・不景気による予算削減の影響から非磁気券として事前に印刷された裏が白いもの・窓口のみでの発売だったが、2011年春の京王の大幅方針転換にともない磁気化され、現在は自動券売機のみでの発売である。

## 利用できる遊園地、料金

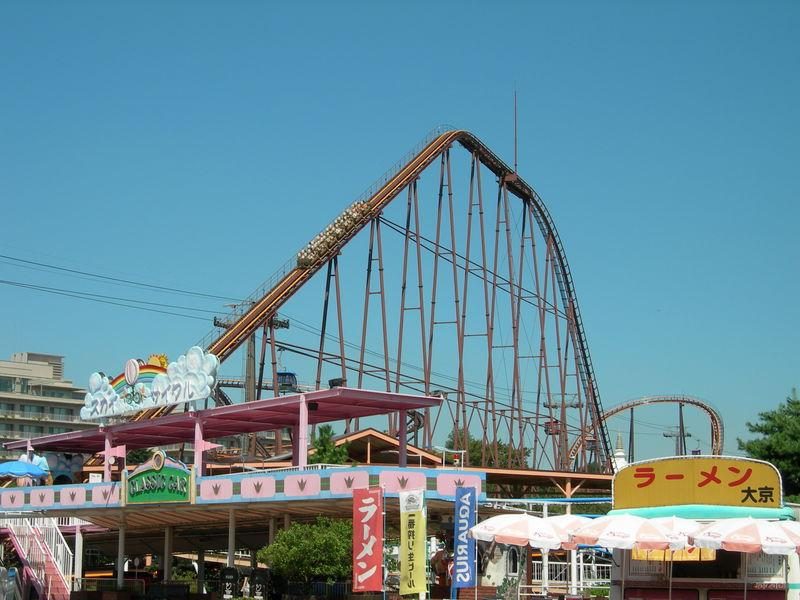
よみうりランド

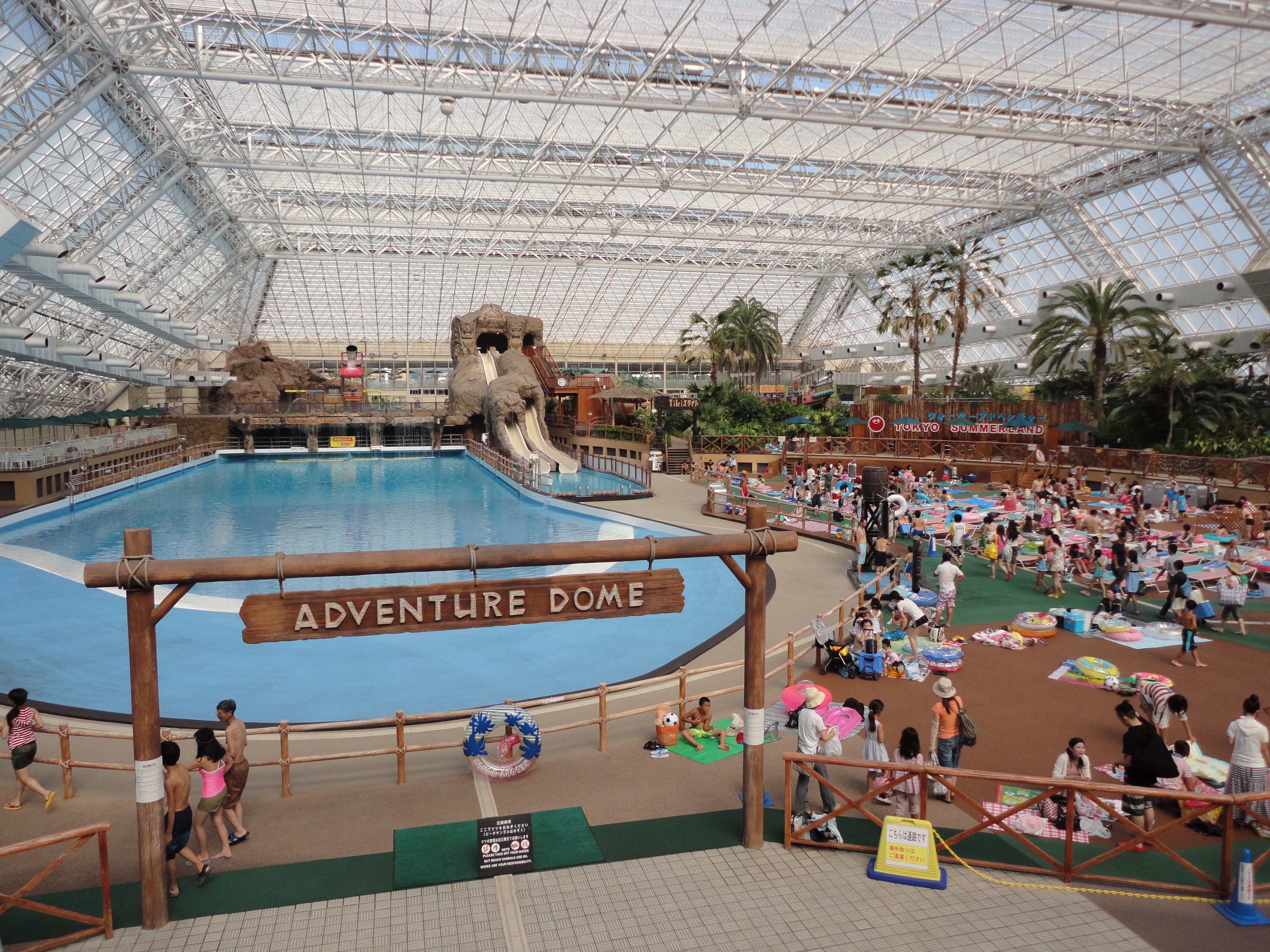
東京サマーランド

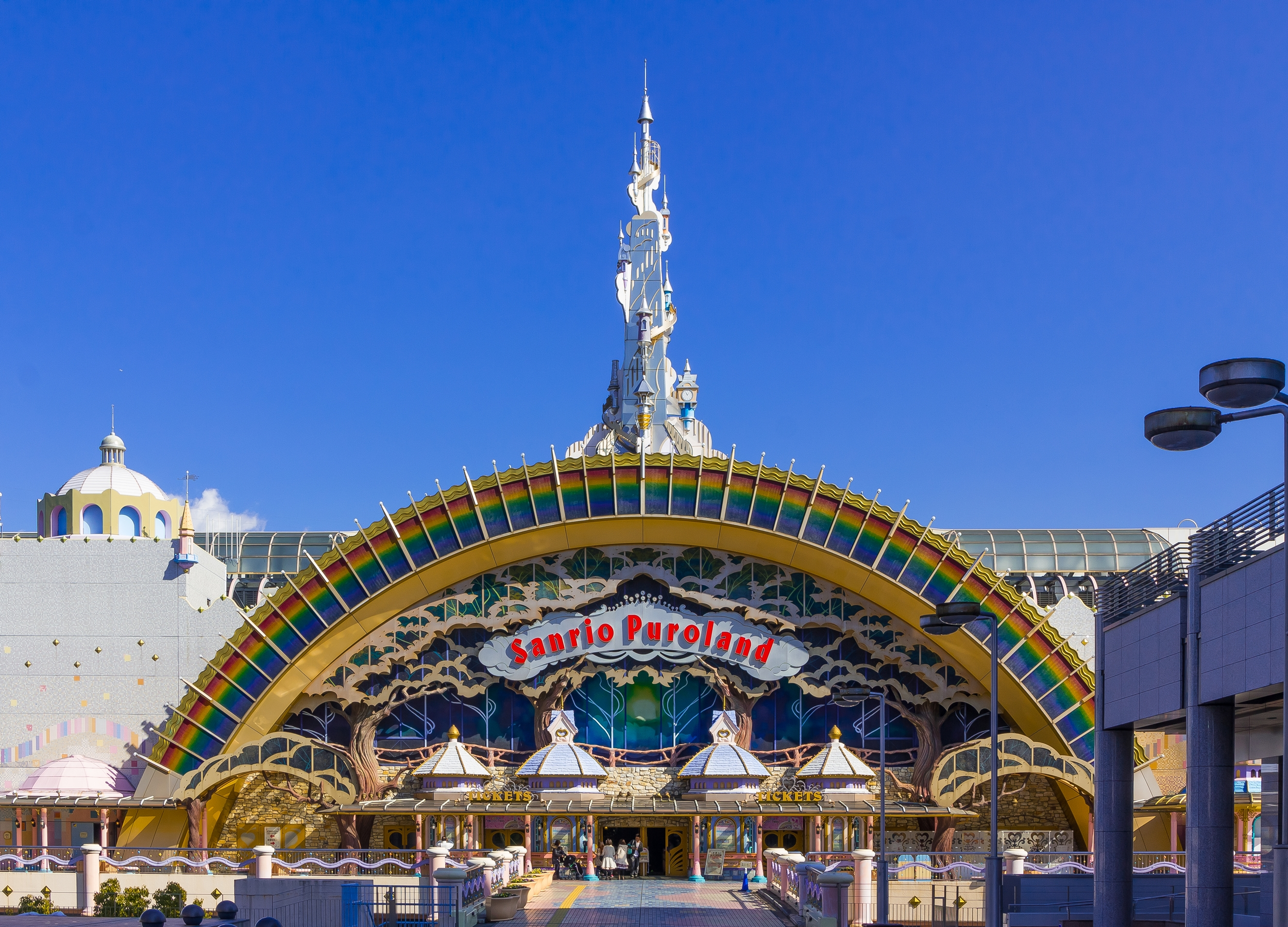
サンリオピューロランド

- よみうりランド（京王線最寄駅：相模原線京王よみうりランド駅）
  - 大人：5460円・中高生：4370円・小児3790円
  - 京王よみうりランド駅前から遊園地入口までゴンドラを利用する場合、別途料金が必要。
- 東京サマーランド（京王線最寄駅：京王線京王八王子駅）
  - 大人：4880円・小児2800円
  - 京王八王子駅～東京サマーランド間で西東京バスが利用可能。
- サンリオピューロランド（京王線最寄駅：相模原線京王多摩センター駅）
  - 大人：4400円・小人：3000円

## 過去に利用できた遊園地

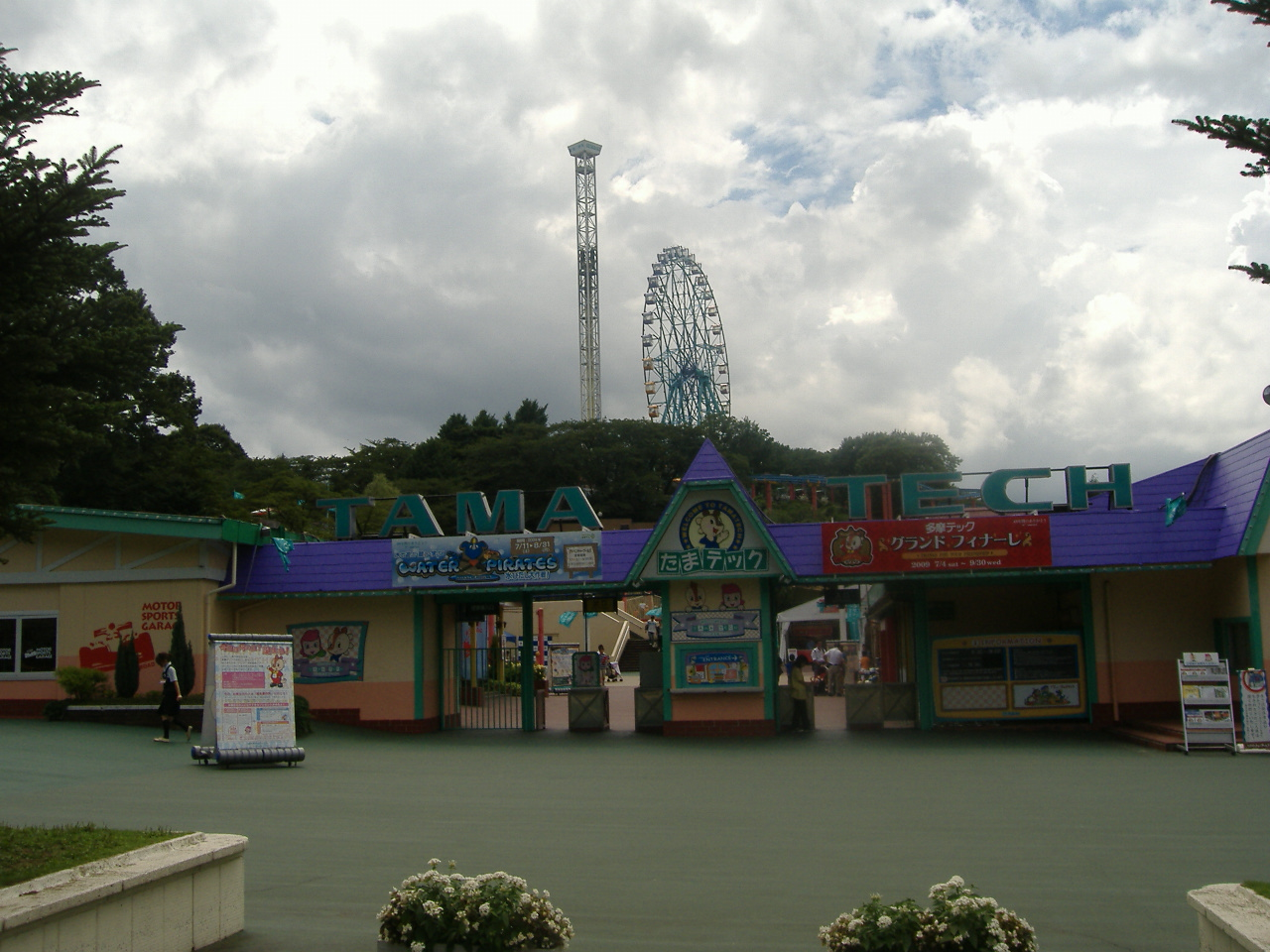
多摩テック

- 多摩テック（京王線最寄駅：動物園線多摩動物公園駅）
  - 大人：3500円・小人：2700円
  - 多摩動物公園駅～多摩テック間で京王バスを利用する場合は別途料金が必要だった。
  - 2009年9月30日に多摩テックが閉園となったため、2009年9月30日付けで販売終了となった。

## 発売箇所
- 京王線・井の頭線の各駅

## キャンペーンガール
- 2012年：佐藤綾乃[1]